# ژو لانسون
ژو لانسون (انگلیسی: Zhou Lansun؛ ۲۳ ژانویه ۱۹۳۹ – ۲۰۰۰ (سال ۶۱)) یک بازیکن تنیس روی میز اهل جمهوری خلق چین بود. 
وی در مسابقات کشوری و بین‌المللی در مجموع برنده ۱ مدال طلا، ۳ مدال برنز شده‌است.